# Comeau C++
Comeau C++ war ein Compiler des Herstellers Comeau für in der Programmiersprache C++ geschriebene Programme.
Der Comeau-Compiler zeichnet sich durch eine besonders hohe Konformität mit der C++-Sprachnorm aus. Er war der erste Compiler, der die Funktionalität export, eines im Standard C++11 jedoch wieder aufgegebenen Sprachmittels zur Unterstützung der Template-Programmierung, integriert hatte. 
Der Compiler ist für die Betriebssysteme Windows, Linux, Solaris/SPARC und OS X (PPC/Intel) verfügbar.